# Xã Glyndon, Quận Clay, Minnesota
Xã Glyndon (tiếng Anh: Glyndon Township) là một xã thuộc quận Clay, tiểu bang Minnesota, Hoa Kỳ. Năm 2010, dân số của xã này là 278 người.